# Elytron (czasopismo)
Elytron – recenzowane czasopismo naukowe publikujące w dziedzinie entomologii.
Pismo założone ukazuje się od 1988 roku. Wydawane jest przez hiszpańskie stowarzyszenie Asociación Europea de Coleopterología. Tematyką obejmuje koleopterologię, publikując artykuły członków stowarzyszenia. Jego redaktorami są Jose Carlos Otero i José J. Llerena.